# Saveta Mašić
Saveta Mašić (Jelašci, 12. oktobar 1941), srpski je arhitekta i grafički dizajner. Članica je Udruženja za kulturu, umetnost i međunarodnu saradnju „Adligat”, gde se nalazi njen legat.

## Biografija
Rođena je 12. oktobra 1941. u Jelašcima kod Kalinovika. Otac joj je Božo Puhalo a majka Grozda. Maturirala je 1959. u Prvoj zemunskoj gimnaziji a diplomirala na Arhitektonskom fakultetu u Beogradu 1966. u klasi profesora Bogdana Bogdanovića.
Posle studija prvi je direktor Zavoda za urbanizam u Staroj Pazovi.
Sa Slobodanom Mašićem, Borom Ćosićem i Dragošem Kalajićem 1968. osniva radionicu grafičkog i arhitektonskog dizajna Studio Structure.
U periodu od 1966−1996 sa Slobodanom Mašićem grafički oblikuje preko 80 plakata i identiteta, za uglavnom novonastale festivale BITEF, FEST i pozorišta ATELJE 212, Jugoslovensko dramsko pozorište
Sa Slobodanom Mašićem, Milošem Perovićem i Ljubicom Perović 1969. učestvuje na godišnjem konkursu Šinkenšiku u Japanu sa projektom OIKOS, kuće budućnosti. Sa istim autorom je postavila prvu postavku Muzeja afričke umetnosti u Beogradu 1975. i uradila projekat postavke Vojvođanskog muzeja u Novom Sadu.
1984. izdaje Nezavisna izdanja i Ediciju NOVA, čiji su urednici, redaktori i dizajneri bili Saveta i Slobodan Mašić. U okviru izdavačke kuće Nezavisna izdanja, objavljeno je oko 500 naslova.
Suprug joj je bio Slobodan Mašić (1939—2016).

## Izložbe
Učestvovala na Bijenalu u Veneciji (1972) i na grupnim izložbama  u Tojami (Japan), Brnu, Varšavi, Parizu, Lahtiju (Finska), Kolorado Springsu (SAD), Kilu, Brnu, Štutgartu, Parizu, Ljubljani (BIO), Zagrebu (ZGRAF), Beogradu i dr.

## Zaostavština

### Muzej primenjene umetnosti u Beogradu
Zaostavština Savete i Slobodana Mašića, koja se odnosi na vizuelne komunikacije – arhitekturu, dizajn plakata, knjiga, časopisa, publikacija, špica za filmove, TV emisije i dr. – nalaze se u Muzeju primenjene umetnosti u Beogradu.
Na izložbi „Mašić“ održanoj 2018. godine u Muzeju primenjene umetnosti, prikazan je veći deo radova Savete i Slobodana Mašića, a izložba je osvojila „Nagradu Lazar Trifunović“, priznanje DIUS (Društva istoričara umetnosti Srbije) za najbolju autorsku izložbu savremene likovne umetnosti u 2018. godini.

### Udruženje za kulturu, umetnost i međunarodnu saradnju „Adligat“
Saveta Mašić je član Udruženja za kulturu, umetnost i međunarodnu saradnju „Adligat“ u Beogradu.
Na inicijativu osnivača „Adligata“ Srbe Ignjatovića, odlučila da „Adligatu“ pokloni deo svoje zaostavštine u koju je uključena i zaostavština njenog supruga Slobodana.
Poklonila je ostatak njihove izdavačke delatnosti „Nezavisnh izdanja“ (1966-2016), deo njihove lične biblioteke, arhivu izdavačke kuće i rukopise neštampanih knjiga.
Ukupno više od 27.000 komada publikacija slavnih Mašićevih „Nezavisnh izdanja“, između ostalog više stotina knjiga sa posvetama, kao i više stotina izuzetnih stranih arhitektonskih časopisa.
Među knjigama i časopisima iz srpske i jugoslovenske literature, filozofije, sociologije i likovnih umetnosti našlo se i nekoliko desetina izuzetno važnih posveta autora. Posebnu zbirku čine časopisi iz oblasti arhitekture, umetnosti i dizajna sakupljani iz celog sveta od 1970. do 1980. godine.
Dobitnica je Povelje zahvalnosti, priznanja koje se dodeljuje zaslužnim članovima „Adligata“.

## Nagrade
- Nagrada Bijenala u Brnu
- Dve Velike nagrade Majskog salona u Beogradu
- Nagrada Bijenala industrijskog oblikovanja u Ljubljani
- Nagrada Oktobarskog salona u Beogradu, sa Slobodanom Mašićem
- Nagrada ULUPUDS-a za životno delo, 1993.

## Galerija
- Opasne slike, nezavisna izdavčka kuća
- BITEF, osamnaesto izdanje, 1984.
- FEST, 1972.
- FEST, 1973.
- BITEF, šesto izdanje
- BITEF, dvadesetdeveto izdanje, 1980.
- Omot knjige „Će”, Matija Bećković i Duško Radović

## Spoljašnje veze
- Velikani grafičkog dizajna: Saveta i Slobodan Mašić u "Gradu" - https://www.blic.rs/kultura/vesti/velikani-grafickog-dizajna-saveta-i-slobodan-masic-u-gradu/kv3wmjl
- KC Grad: Velikani grafičkog dizajna -https://kaleidoskop-media.com/dizajn/kc-grad-velikani-grafickog-dizajna
- http://sbirky.moravska-galerie.cz/dielo/CZE:MG.GD_20531%5B%5D
- Kulturni Centar Grad u okviru izložbe „Velikani grafičkog dizajna: Nezavisna izdanja – Slobodan i Saveta Mašić“ - https://www.designed.rs/news/javni_razgovor_u_kc_grad_velikani_grafickog_dizajna_nezavisna_izdanja_-_saveta_i_slobodan_masic Архивирано на веб-сајту  (8. април 2017)
- Tasovac otvorio izložbu Savete i Slobodana Mašića - https://www.blic.rs/kultura/vesti/tasovac-otvorio-izlozbu-savete-i-slobodana-masica/234mz65
- Velikani grafičkog dizajna - http://www.seecult.org/vest/velikani-grafickog-dizajna
- Izložba „Slobodan i Saveta Mašić“ - https://www.designed.rs/intervju/slobodan_masic Архивирано на веб-сајту  (6. август 2020)